# Sottofrua
Sottofrua (Unter der Frütt in tedesco), noto anche come Sotto Frua, è una frazione del comune italiano di Formazza (Provincia del Verbano-Cusio-Ossola). La frazione si trova alla base della cascata del Toce.

## Monumenti e luoghi di interesse

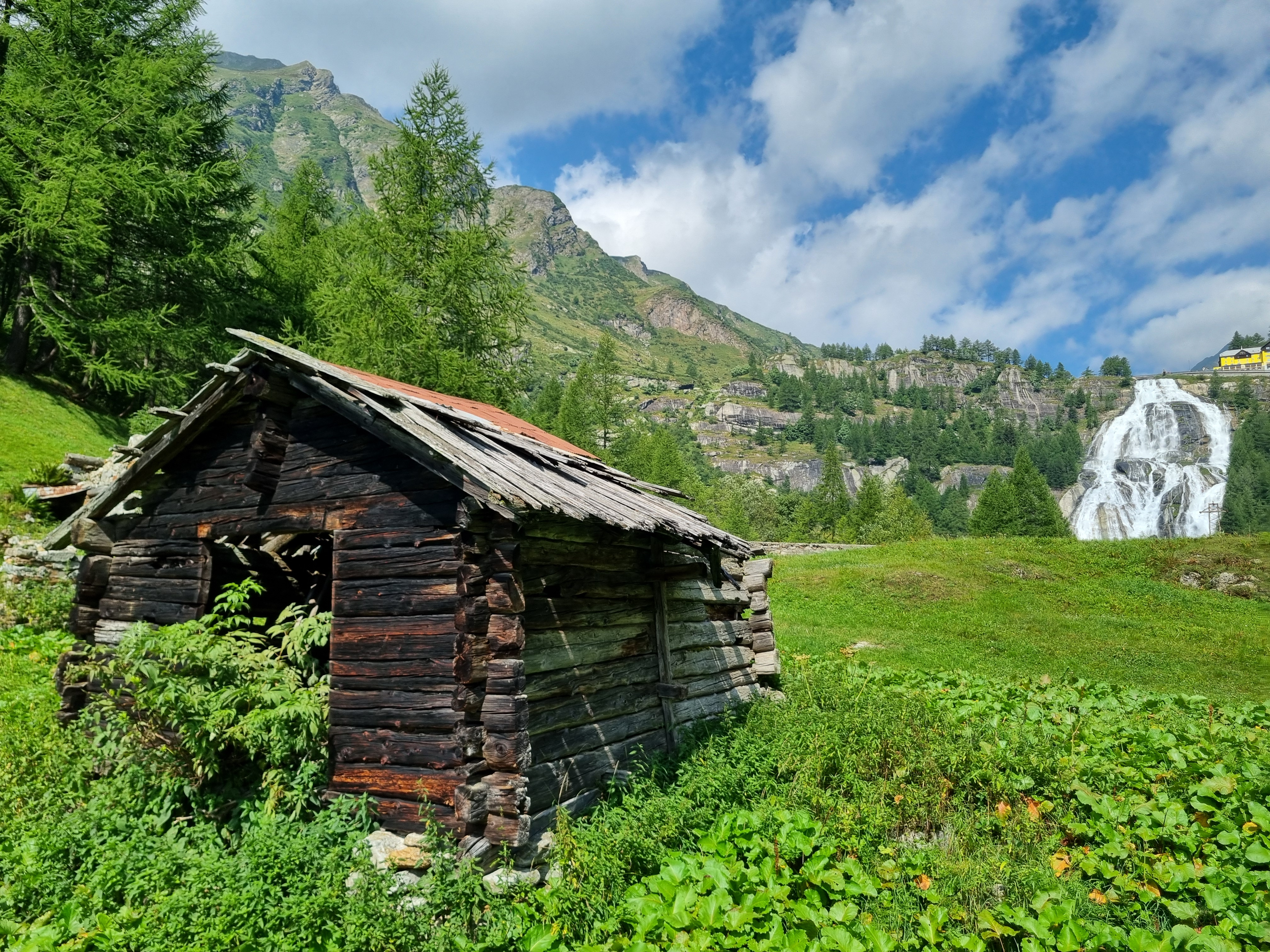
Edificio walser e sullo sfondo la cascata del Toce

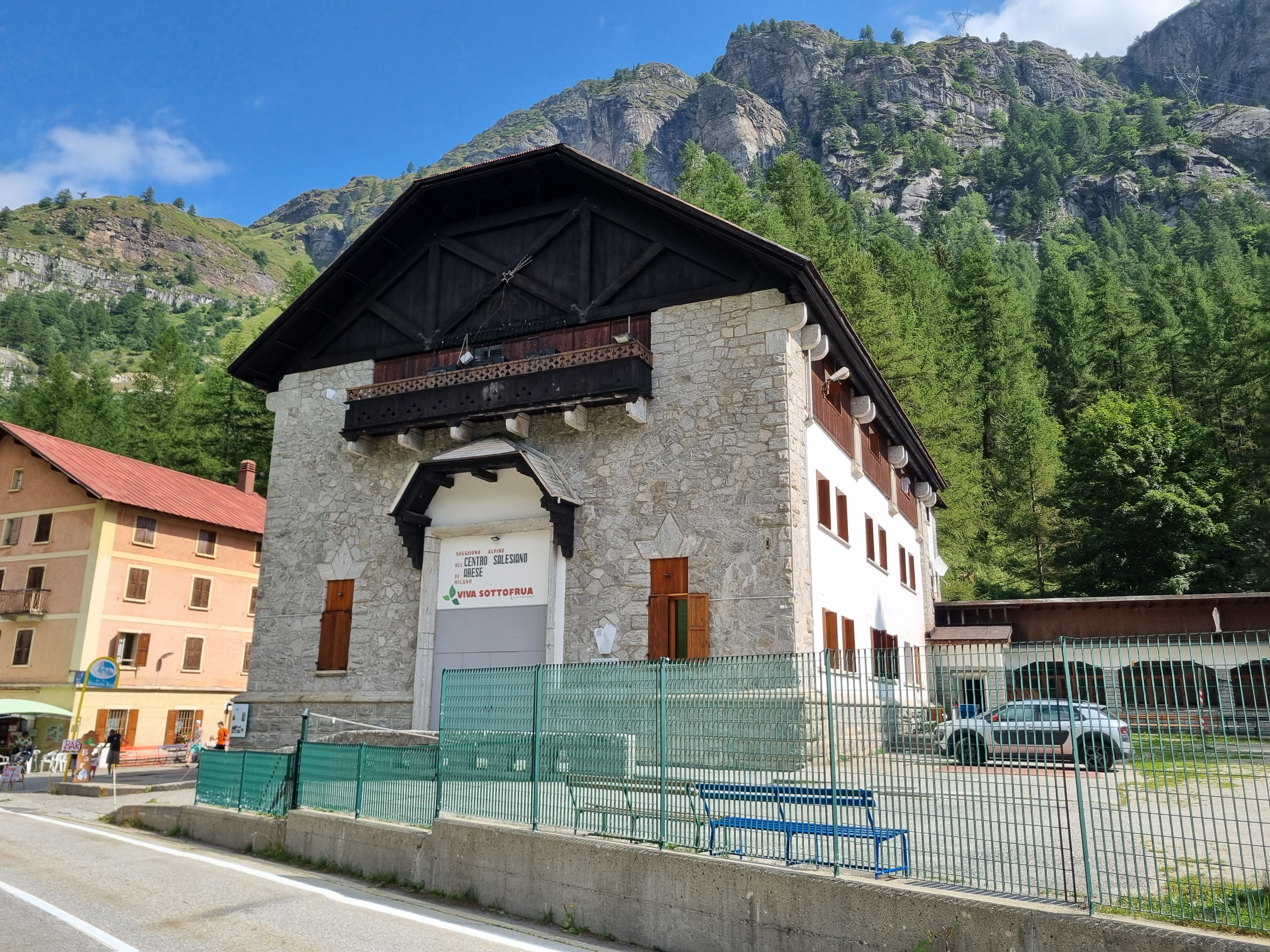
Ex centrale idroelettrica di Sottofrua

Vi si trova l'oratorio della Madonna delle Grazie e l'ex centrale idroelettrica di Sottofrua, progettata da Piero Portaluppi e ora utilizzata dai Salesiani di Arese.